# Трииодоплюмбат(II) калия
Трииодоплюмба́т(II) ка́лия — неорганическое соединение, комплексная соль иодидов свинца и калия с формулой K[PbI3], светло-жёлтые кристаллы, растворимые в воде, образует кристаллогидрат.

## Получение
- Реакция между концентрированными растворами нитрата свинца и иодида калия:

{\displaystyle {\mathsf {Pb(NO_{3})_{2}+3KI\ {\xrightarrow {}}\ K[PbI_{3}]+2KNO3}}}
- Действие концентрированного раствора иодида калия на иодид свинца:

{\displaystyle {\mathsf {PbI_{2}+KI\ {\xrightarrow {}}\ K[PbI_{3}]}}}

## Физические свойства
Трииодоплюмбат(II) калия образует светло-жёлтые кристаллы, растворимые в воде.
Из водных растворов выделен кристаллогидрат K[PbI3]•2H2O, который при 30°С начинает терять воду.

## Химические свойства
- При нагревании разлагается:

{\displaystyle {\mathsf {K[PbI_{3}]\ {\xrightarrow {>349^{o}C}}\ KI+Pb+I_{2}}}}
- В разбавленных водных растворах разлагается:

{\displaystyle {\mathsf {K[PbI_{3}]\ {\xrightarrow {}}\ KI+PbI_{2}\downarrow }}}
- В концентрированных растворах иодида калия образует тетраиодоплюмбат:

{\displaystyle {\mathsf {K[PbI_{3}]+KI\ \rightleftarrows \ K_{2}[PbI_{4}]}}}
- Разлагается концентрированными кислотами:

{\displaystyle {\mathsf {8K[PbI_{3}]+15H_{2}SO_{4}\ {\xrightarrow {}}\ 4K_{2}SO_{4}+8PbSO_{4}\downarrow +12I_{2}\downarrow +3H_{2}S+12H_{2}O}}}
- и щелочами:

{\displaystyle {\mathsf {K[PbI_{3}]+4KOH\ {\xrightarrow {}}\ K_{2}[Pb(OH)_{4}]+3KI}}}